# 岩手和井内駅
岩手和井内駅（いわてわいないえき）は、かつて岩手県宮古市和井内にあった、東日本旅客鉄道（JR東日本）岩泉線の駅である。同線の廃線により2014年（平成26年）3月31日限りで廃止となった。

## 歴史
- 1942年（昭和17年）6月25日：小本線の駅として開業[1]。
- 1948年（昭和23年）11月26日：風水害により営業休止[1]。
- 1949年（昭和24年）3月5日：営業再開[1]。
- 1972年（昭和47年）2月6日：貨物取扱廃止[3]。
- 1984年（昭和59年）2月1日：荷物扱い廃止[3]。
- 1986年（昭和61年）3月3日：無人化[2]。岩手和井内駅長が廃止され、茂市駅長管理下となる。
- 1987年（昭和62年）4月1日：国鉄分割民営化により、東日本旅客鉄道の駅となる[1]。
- 2004年（平成16年）12月：駅舎が撤去される。
- 2010年（平成22年）
  - 7月31日：災害により、岩泉線が不通となる。
  - 8月2日：代行バスによる運行開始。
- 2014年（平成26年）4月1日：岩泉線の廃止に伴い廃駅[4][5]。

## 駅構造
廃止時点では、単式ホーム1面1線を持つ地上駅で、茂市駅管理の無人駅であった。さらに以前には2面2線の相対式ホームを持っていた。貨物用の切欠きホームの跡も残っていた。
駅舎は開業以来の木造駅舎があったが2004年12月に撤去され、その後小さな待合所が建てられた。待合所は岩泉線廃線後も、代替バスの待合所として利用されている。

## 駅周辺
- 和井内郵便局
- 宮古市立和井内小学校（廃校）
- 刈屋川
- 国道340号
- 東日本交通「和井内」バス停（岩泉線廃止代替バス）
- 新里地域バス「旧和井内駅入口」バス停

## 隣の駅
東日本旅客鉄道（JR東日本）
■岩泉線
中里駅 - 岩手和井内駅 - 押角駅

## レールバイク
2016年（平成28年）6月より、土曜・日曜・祝日を中心に季節限定（おおよそ4月から11月）で隣の中里駅跡との間に、予約した参加者が操縦するレールバイクの運用が開始されている。午前10時から午後3時まで。運営は、和井内刈屋地域振興会が行っている。

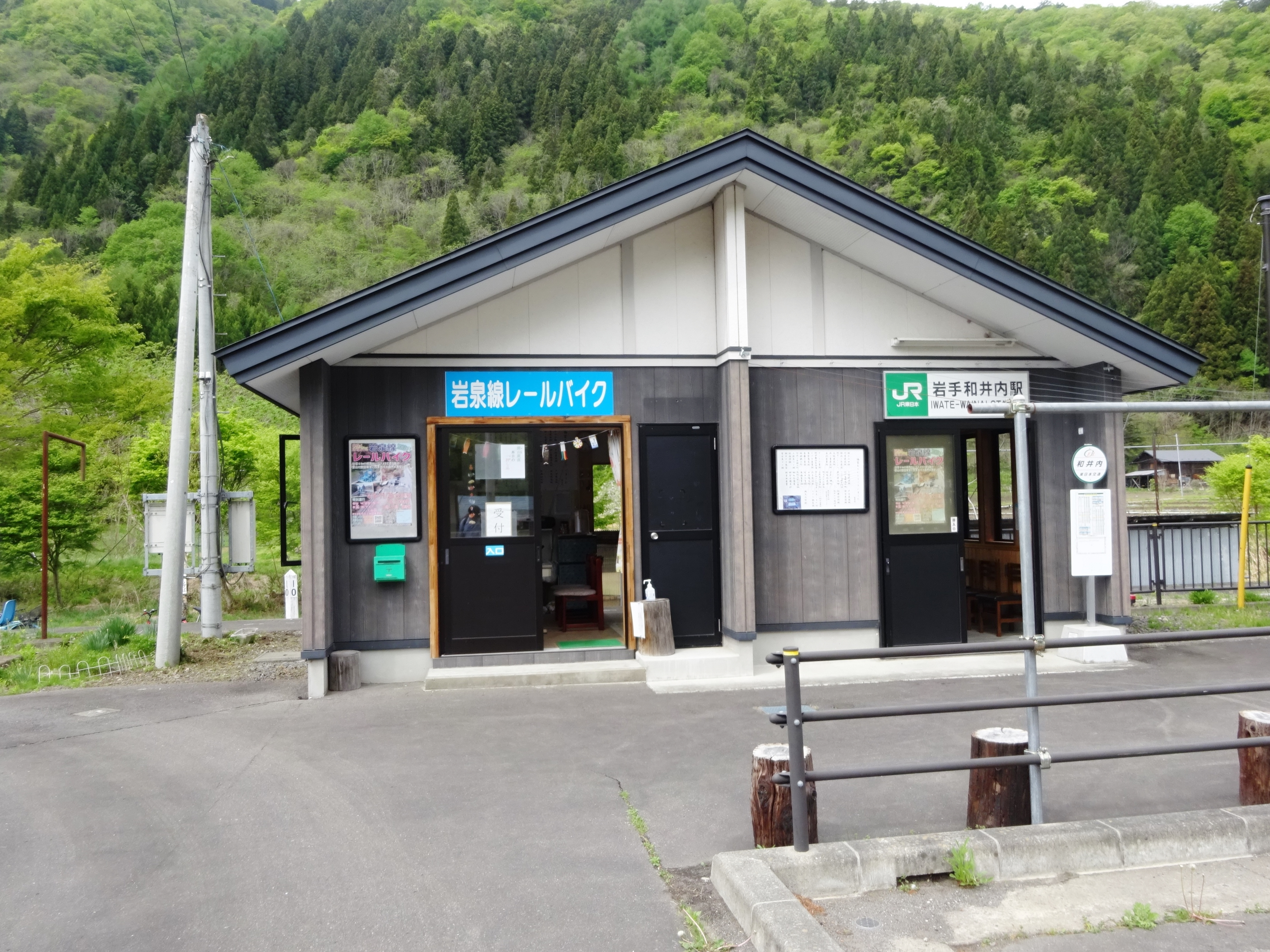
レールバイクステーションを兼ねて建て替えられた現在の岩手和井内駅
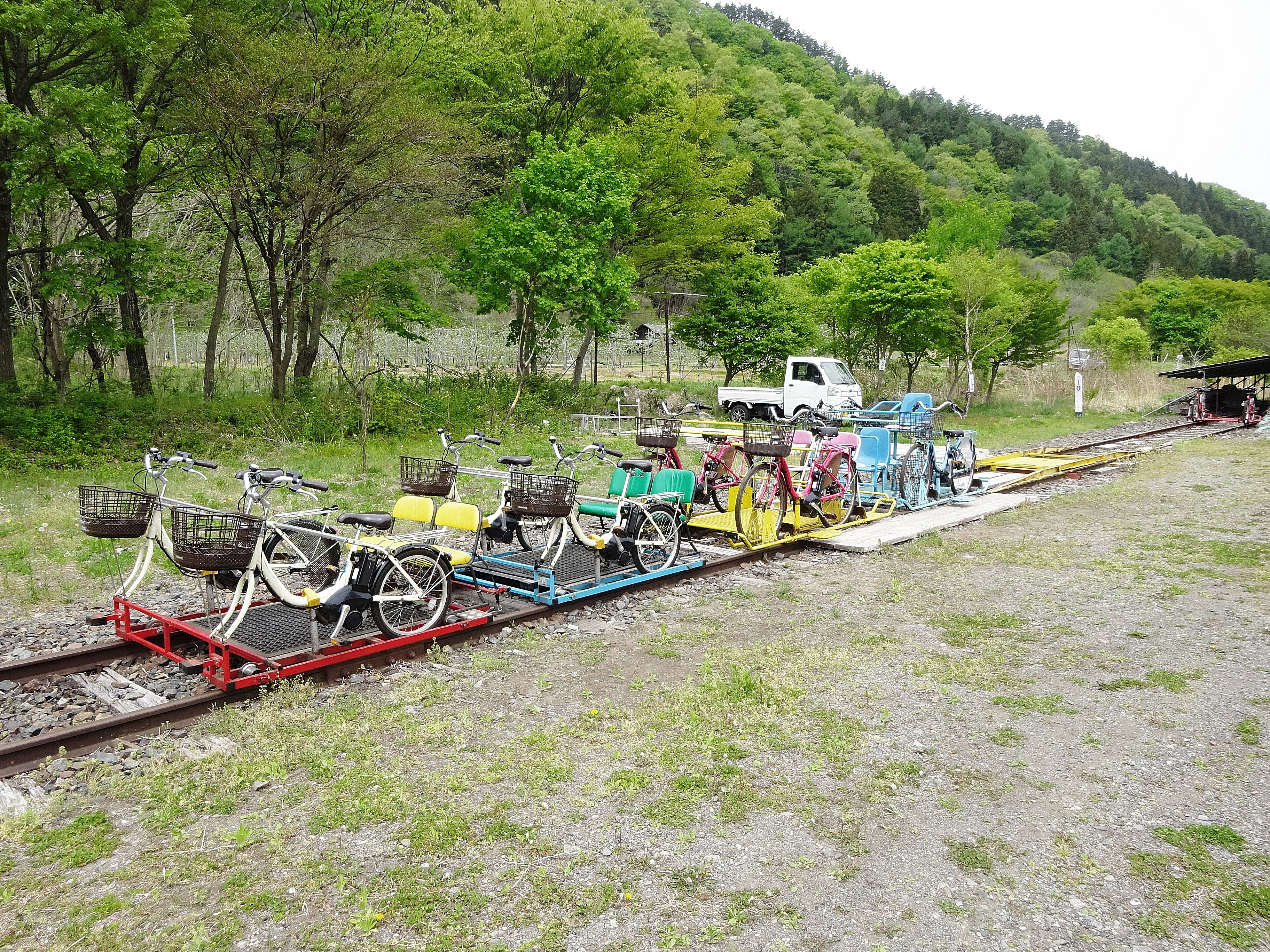
旧岩手和井内駅構内で待機するレールバイク
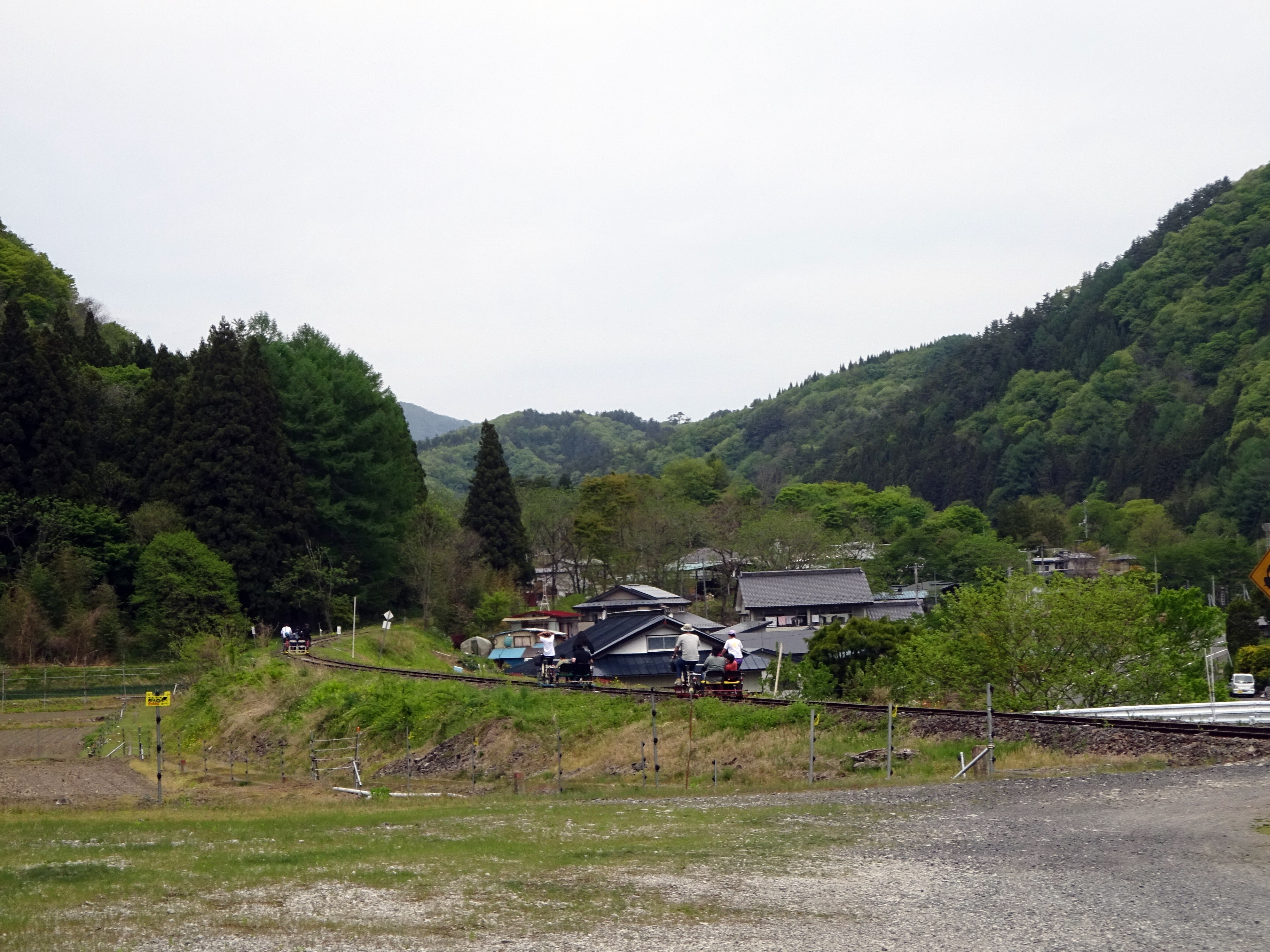
中里駅付近を走るレールバイク参加者
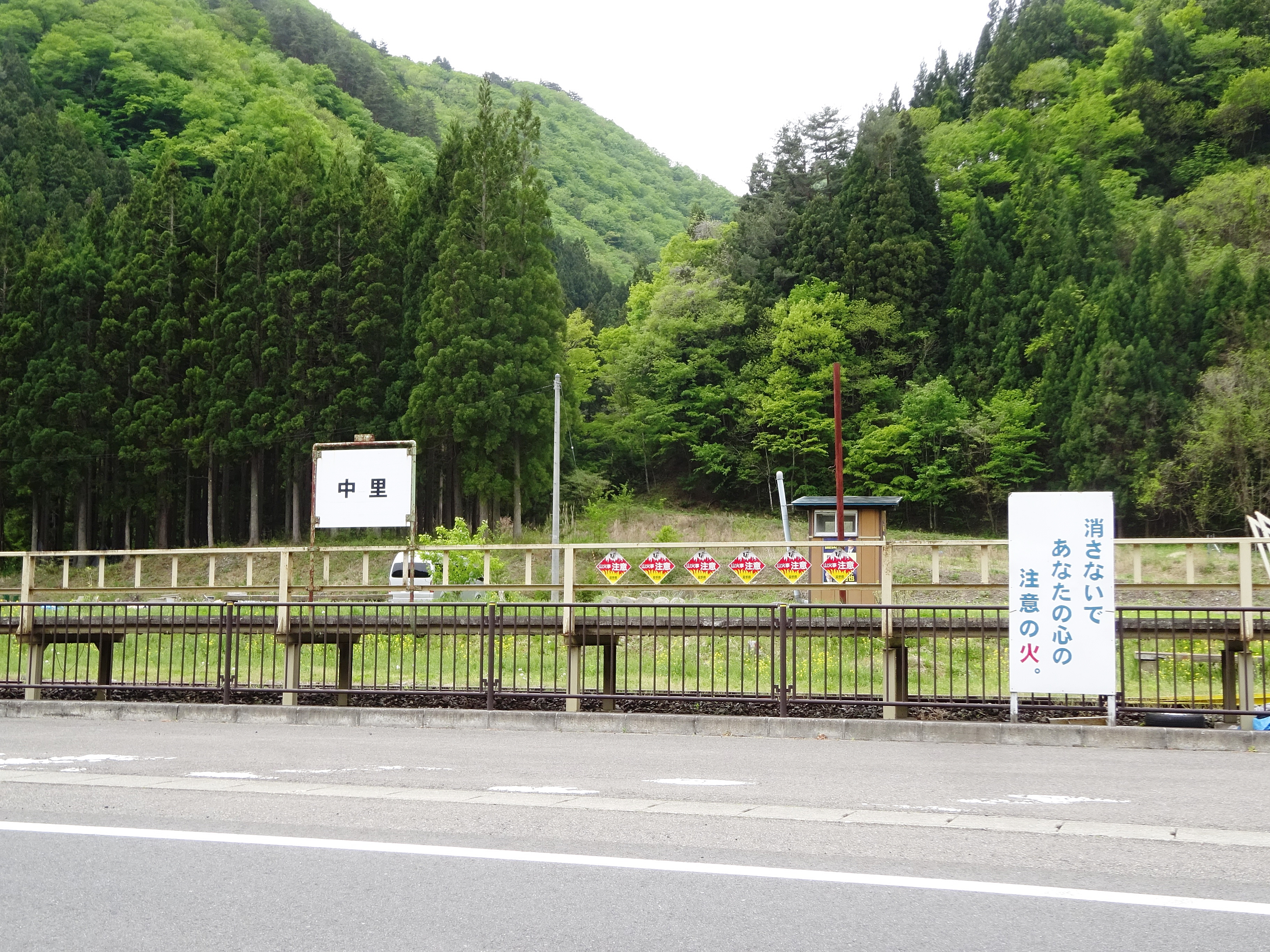
レールバイク折り返し地点の現在の中里駅